# Lia Hinten
Lia Hinten, właśc. Amelia Antonia Josepha Hinten, po mężu Louer (ur. 26 sierpnia 1942 w Tilburgu, zm. 26 kwietnia 2021 w Dongen) – holenderska lekkoatletka.
Była wszechstronną lekkoatletką. Początkowo startowała w biegu na 80 metrów przez płotki i pięcioboju, a w późniejszym okresie w biegu na 400 metrów.
Zajęła 14. miejsce w pięcioboju na igrzyskach olimpijskich w 1964 w Tokio. Na mistrzostwach Europy w 1966 w Budapeszcie zajęła 8. miejsce w finale biegu na 400 metrów.
Zdobyła srebrny medal w biegu na 400 metrów na europejskich igrzyskach halowych w 1967 w Pradze, przegrywając jedynie z Karin Wallgren ze Szwecji, a wyprzedzając Ljiljanę Petnjarić z Jugosławii.
Była mistrzynią Holandii w biegu na 200 metrów w 1964, w biegu na 80 metrów przez płotki w latach 1962–1965 i w pięcioboju w 1963.
Dwukrotnie poprawiała rekord Holandii w biegu na 400 metrów do czasu 53,2 s (24 sierpnia 1968 w Londynie) i również dwukrotnie w biegu na 80 metrów przez płotki do wyniku 10,8 s (5 lipca 1964 w Waregem).